# Alessandro De Vena
Alessandro De Vena (Nápoles, Italia, 4 de diciembre de 1992) es un exfutbolista italiano que se desempeñaba como delantero.

## Trayectoria
De Vena se formó en las categorías inferiores del Napoli, con las que ganó el Campionato Berretti en el 2011. El 1 de julio del mismo año fue cedido a préstamo al Triestina de la Lega Pro Prima Divisione (el tercer nivel del fútbol en Italia en ese entonces), donde totalizó 19 alineaciones y marcó 5 goles. El 16 de julio de 2012 fue contratado por el Viareggio; aquí totalizó 34 partidos y 5 goles. El 30 de enero de 2014 el club toscano lo cedió al Messina, donde permaneció hasta el final de la temporada.
El 21 de agosto volvió a Campania, fichando por el Aversa Normanna. En 2015 fichó libre por el Santarcangelo, donde se quedó hasta enero de 2016, cuando pasó al Fidelis Andria. El 11 de agosto del mismo año fue transferido al Melfi de la Serie D.
También militó en las filas de Lucchese, Casertana, Avellino, Giugliano y Savoia, donde se retiró en el 2020.

## Clubes
| Club                      | País   | Año         |
| ------------------------- | ------ | ----------- |
| U. S. Triestina (cedido)  | Italia | 2011 - 2012 |
| FC Esperia Viareggio      | Italia | 2012 - 2014 |
| A. C. R. Messina (cedido) | Italia | 2014        |
| S. F. Aversa Normanna     | Italia | 2014 - 2015 |
| Santarcangelo Calcio      | Italia | 2015 - 2016 |
| S. S. Fidelis Andria      | Italia | 2016        |
| A. S. Melfi               | Italia | 2016 - 2017 |
| A. S. Lucchese Libertas   | Italia | 2017 - 2018 |
| Casertana F. C.           | Italia | 2018        |
| U. S. Avellino            | Italia | 2018 - 2019 |
| Giugliano Calcio          | Italia | 2019        |
| U. S. Savoia              | Italia | 2019 - 2020 |

## Palmarés

### Campeonatos nacionales
| Título              | Club                 | País   | Año        |
| ------------------- | -------------------- | ------ | ---------- |
| Campionato Berretti | SSC Napoli (juvenil) | Italia | 2010- 2011 |